# Monème
En linguistique, un monème est la plus petite unité porteuse de sens. On lui préfère aujourd'hui le terme morphème, dont il est proche par le sens dans les développements du linguiste français André Martinet (1908-1999). Selon ce dernier, le terme monème aurait été lancé par Henri Frei.
Il s'agit ainsi d'une entité abstraite développée par Martinet pour rendre compte de sa notion de double articulation des unités constitutives de la langue. Les monèmes y sont des unités de première articulation qui possèdent forme et sens. Ceux-ci ne coïncident pas toujours avec un mot. 
Par exemple, dans mangeais, on peut retrouver deux unités de sens distinctes : l'action de manger et l'indication d'une temporalité. On distingue donc dans ce mot deux monèmes : mange et ais. Martinet appelle les unités de deuxième articulation les phonèmes, qui désignent les plus petites unités de son qui forment les monèmes.

## Morphème ou monème?
Dans son ouvrage Syntaxe générale , Martinet reconnaît que ce n'est pas « sans appréhension et sans de longues hésitations » qu'il a finalement préféré le terme de monème à celui, bien plus courant, de morphème pour désigner « les unités de base de la syntaxe telles que nous la concevons ici ». Il avance deux arguments principaux pour l'utilisation de monème :
- Morphème aurait été longtemps employé uniquement dans le sens de « signe minimum » grammatical, alors que les unités lexicales minimales, considérées comme seules porteuses de sens, étaient nommées sémantèmes. Martinet lui-même a initialement utilisé le terme de morphème, mais plutôt par opposition à lexème. Il l'a regretté ensuite[1] parce que, selon lui :
  - l'opposition morphème # lexème, acceptable si les morphèmes recouvrent les cas et désinences verbales, devient source de confusion si l'on prend en compte des éléments grammaticaux isolables comme les prépositions ou les articles ;
  - le terme de morphème renvoie instinctivement à morphologie, donc aux paradigmes de flexion ; or le fonctionnalisme de Martinet s'oppose à toute distinction a priori entre fait grammatical et fait lexical.

- Un morphème au sens de Bloomfield serait avant tout un « segment de l'énoncé », situé quelque part entre le phonème et la phrase. Le monème, lui, n'est pas obligatoirement un segment distinct de l'énoncé, mais il correspond, dans l'énoncé, à une différence formelle. Ex:
  - en français, dans l'expression au moulin (/o mulɛ̃/), on ne peut pas délimiter dans /o/ deux segments distincts, l'un correspondant à l'article défini, l'autre au monème à ;
  - en latin, on ne peut pas découper arbitrairement une forme comme rosarum en segments ros- (« rose »), -ar- (génitif) et -um (pluriel) : -arum réalise à la fois le génitif et le pluriel, mais il ne s'agit plus alors d'unité minimale.
  - Martinet utilise le terme d'« amalgame » pour de tels cas, en précisant que ce terme ne s'applique pas à des unités comme « jument » (qui comporte les traits sémantiques cheval + femelle, sans qu'on puisse les isoler formellement), ni dans le cas de combinaisons de monèmes conjoints (synthèmes), comme ânesse ou fillette.

## Glossématique
Dans son ouvrage sur la glossématique, Louis Hjelmslev utilise le terme de glossème pour désigner le monème ou morphème.